# Barnhusviken

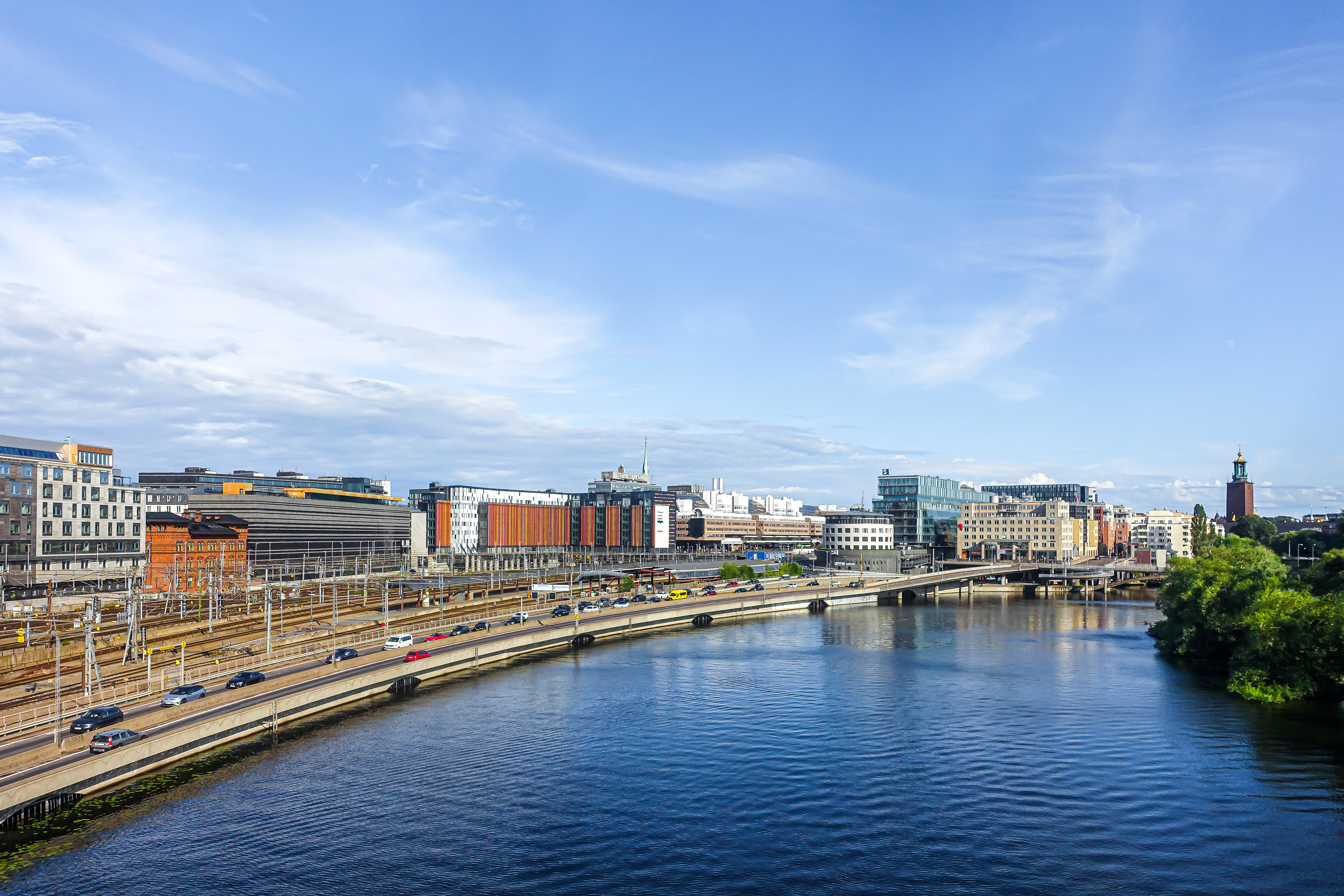
Barnhusviken mot sydost från Barnhusbron 2025. Till vänster Stockholms bangård där både pendeltåg och fjärrtåg avgår och ankommer. I fonden Stockholms stadshus.

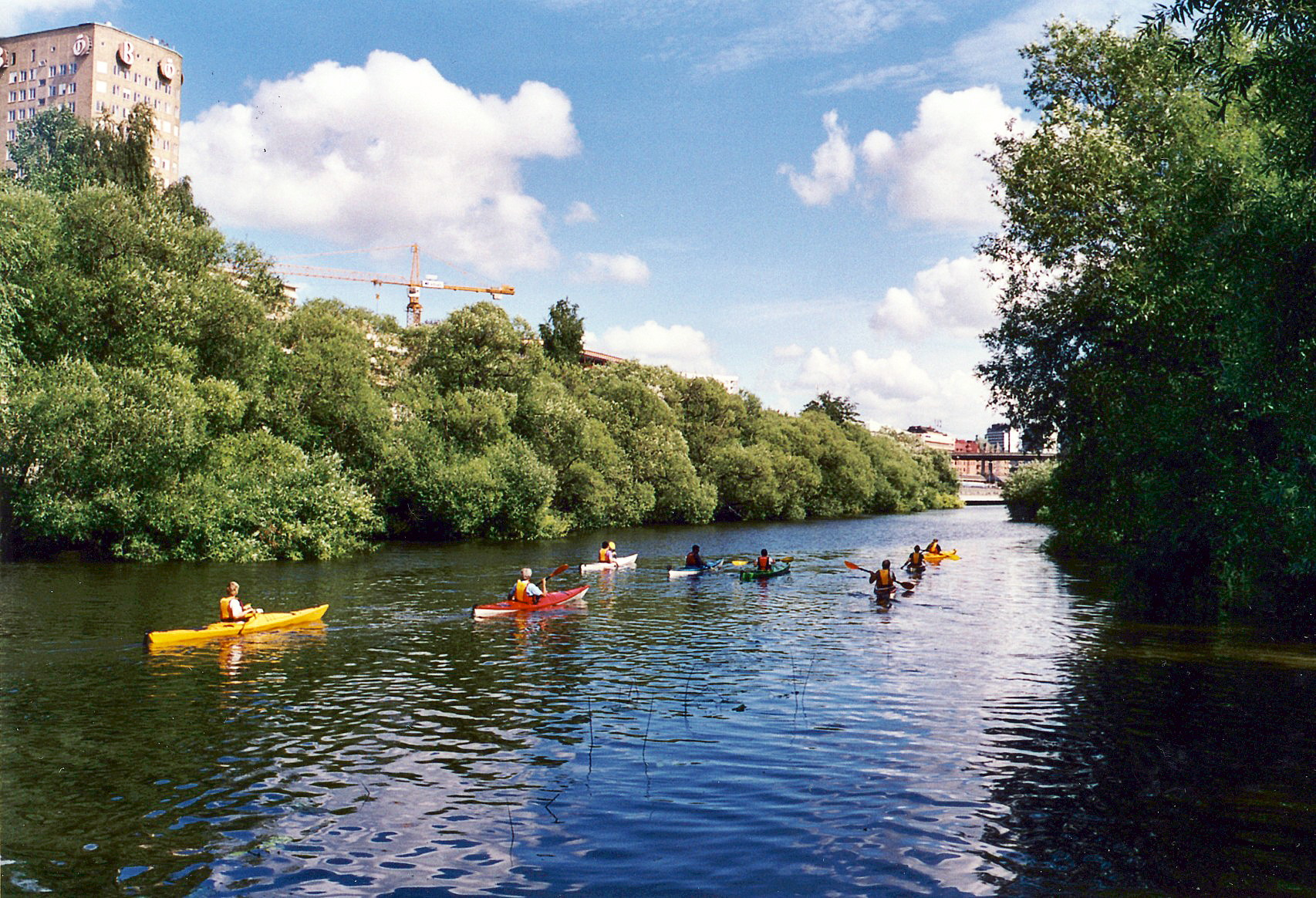
Barnhusviken mot öst, till vänster skymtar Bonnierhuset.

Barnhusviken är ett avlångt vattenområde i centrala Stockholm som ingår i sjön Mälaren och är beläget mellan stadsdelarna Kungsholmen, Norrmalm och Vasastan. Det ingår i ett längre kanalliknande vattenområde som även inkluderar en del av Solna kommun. Detta större vattenområde, som förbinder Riddarfjärden i söder med Ulvsundasjön i norr, omfattar Klara sjö, Barnhusviken, Karlbergssjön och Karlbergskanalen. Barnhusviken begränsas i väst av Sankt Eriksbron och i öst av Barnhusbron. Vattenomsättningen är liten på grund av trånga förbindelser mot såväl Ulvsundasjön som Riddarfjärden.  
Namnet härrör från Allmänna barnhuset, ett barnhem som fanns från tidigt 1600-tal fram till 1885 vid dagens Drottninggatan 73. På en karta över Stockholm från 1702 kallas vattenområdet Barnhussjön och på Petrus Tillaeus karta från 1733 används benämningen Barnhus Wÿken.
Mest iögonfallande byggnad på norra sidan om Barnhusviken är Bonnierhuset, invigt 1949 och uppfört efter arkitekten Ivar Tengboms ritningar. På södra sidan dominerar byggnader för Tekniska nämndhuset (invigt 1965) och  S:t Eriksområdet, ett bostadsområde från sena 1990-talet. Längs södra stranden finns flera parker och promenadstråk. Längs norra stranden går Klarastrandsleden.